# Ґриффіт
Ґриффіт (яп. グリフィス) – вигаданий персонаж, пізніше головний антагоніст, в аніме та манґи «Berserk» за авторством Міуру Кентаро. Командир загону найманців «Банда Сокола», володар яскраво-червоного бегеліта.

## Біографія
Про дитинство Ґриффіта майже нічого не відомо. Вперше ми зустрічаємо його, коли він вже командир банди Сокола.
За наказом короля Мідланда взяв штурмом фортецю Долдрей, окуповану армією Тюдора, переламавши цим хід війни на користь Мідланда. За цю перемогу отримав лицарський титул і звання генерала Білого Фенікса, а підрозділ «Банда Сокола» було прийнято на королівську службу під назвою «Білі Фенікси». Намагався захопити владу над Мідландом, проте завжди прагнув зробити це максимально легітимно і залишаючись популярним в народі. За заслуги перед Мідландом був обдарований званням лорда-протектора. Руками Ґатса знищив учасників змови проти себе, серед яких були королева, брат короля і міністр фінансів.
Після відходу Ґатса провів ніч з принцесою Шарлоттою, був спійманий вартою і заточений в найнижчий рівень Вінгемської в'язниці згідно наказу безперервно катувати його.
Рік потому Ґатс і члени Банди Сокола, визволили свого командира, але Ґриффіт був повністю покалічений фізично і морально. Його кров активувала яскраво-червоний бегеліт, через що почалося Затемнення. Не в силах відмовитися від своєї мрії, Ґриффіт приніс в жертву Банду Сокола: найдорожче, що у нього залишилося, та став п'ятим членом Руки Бога – Фемто. 
Через деякий час Фемто, скориставшись тілом народженої Каскою дитини-демона, знову отримав плоть і повернувся в світ як Сокіл Світла. Зібравши армію, ядро якої склали могутні Апостоли, що називають себе Новою Бандою Сокола, Ґриффіт врятував з полону королеву Шарлотту і веде боротьбу з кушанськими загарбниками за звільнення Мідланда.

## Зовнішність
Ґриффіт незвичайно красивий, розумний і підступний. Майстерно володіє мечем. Прославився військовим талантом, відвагою і вдачею. Поважає людей, які прагнуть до своєї мрії. Володіє широкими знаннями в різних науках.